# Liz Nugent
Pour les articles homonymes, voir Nugent.
Liz Nugent, née en 1967 à Dublin, est une scénariste et romancière irlandaise, auteure de roman policier.

## Biographie
Elle amorce sa carrière d'écrivain, de 2003 à 2013, comme script pour le soap opera télévisé Fair City, produit et diffusé par Raidió Teilifís Éireann. Au cours de la même période, elle signe plusieurs textes pour la télévision et la radio, dont quelques pièces et deux émissions radiophoniques destinées aux enfants.
En 2014, elle publie son premier roman, Oliver ou La fabrique d'un manipulateur (Unravelling Oliver), grâce auquel elle est lauréate du Irish Book Awards Crime Fiction 2014.
Depuis l'âge de six ans elle est atteinte de dystonie, une maladie neurologique rare.

## Œuvre

### Romans
- Unravelling Oliver (2014) Publié en français sous le titre Oliver ou La fabrique d'un manipulateur, Paris, Éditions Denoël, coll. « Suspense » (2015)  (ISBN 978-2-207-11874-0) ; réédition J'ai lu policier no 11265 (2016)  (ISBN 978-2-290-12031-6)
- Lying in Wait (2016) Publié en français sous le titre Profil bas, Paris, Éditions Denoël, coll. « Suspense » (2017)  (ISBN 978-2-207-13415-3)
- Skin Deep (2017)
- Our Little Cruelties (2020) (autre titre Little Cruelties (2020))
- Strange Sally Diamond (2023)

### Nouvelles
- Alice (2006)
- Swimming For Life (2015)

## Prix et distinctions

### Prix
- Irish Book Awards Crime Fiction 2014 pour Unravelling Oliver[2]

### Nominations
- Irish Book Awards Crime Fiction 2016 pour Lying in Wait[3]